# Delphinium halteratum
Delphinium halteratum là một loài thực vật có hoa trong họ Mao lương. Loài này được Sm. mô tả khoa học đầu tiên năm 1809.

## Hình ảnh

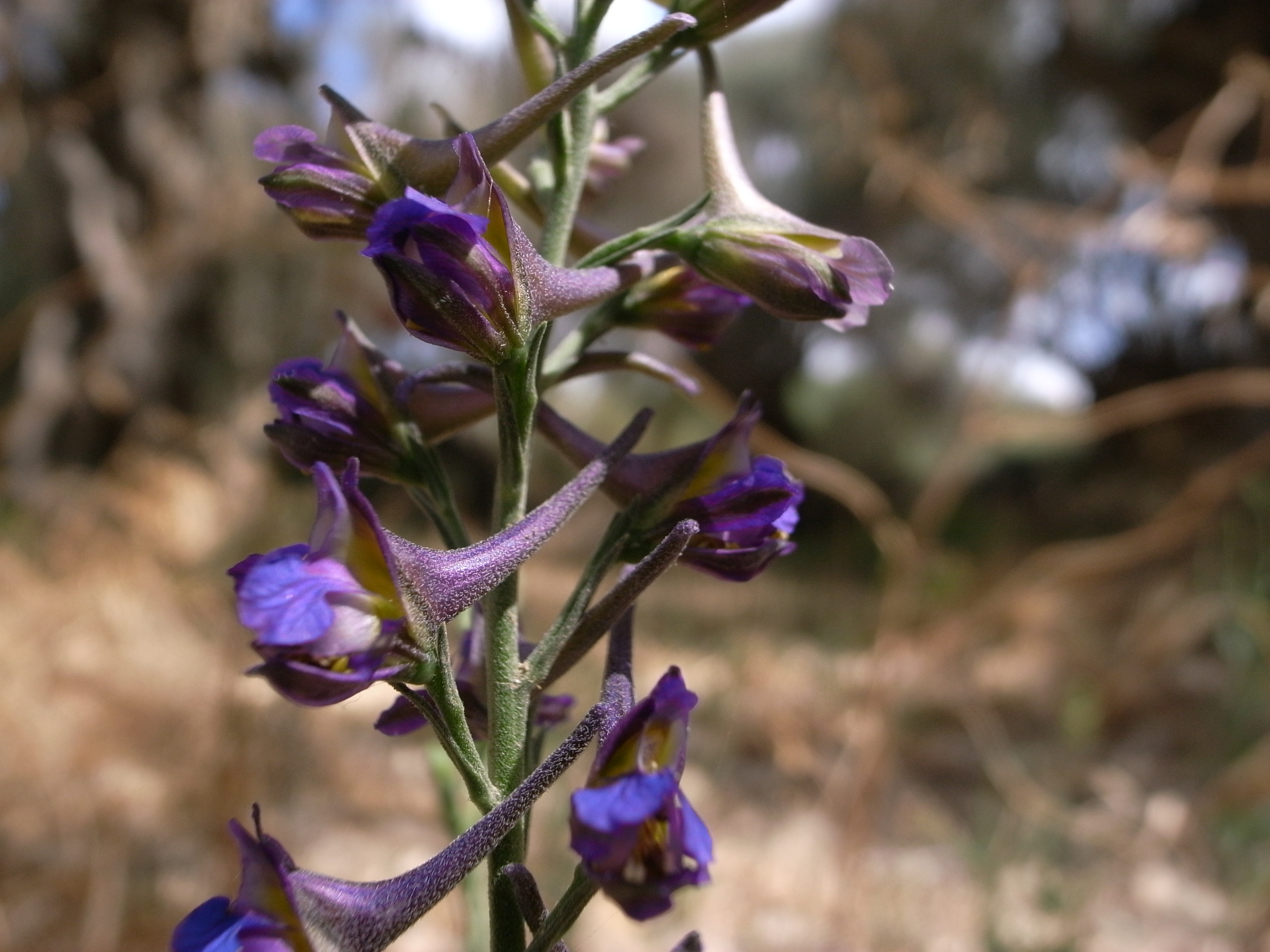
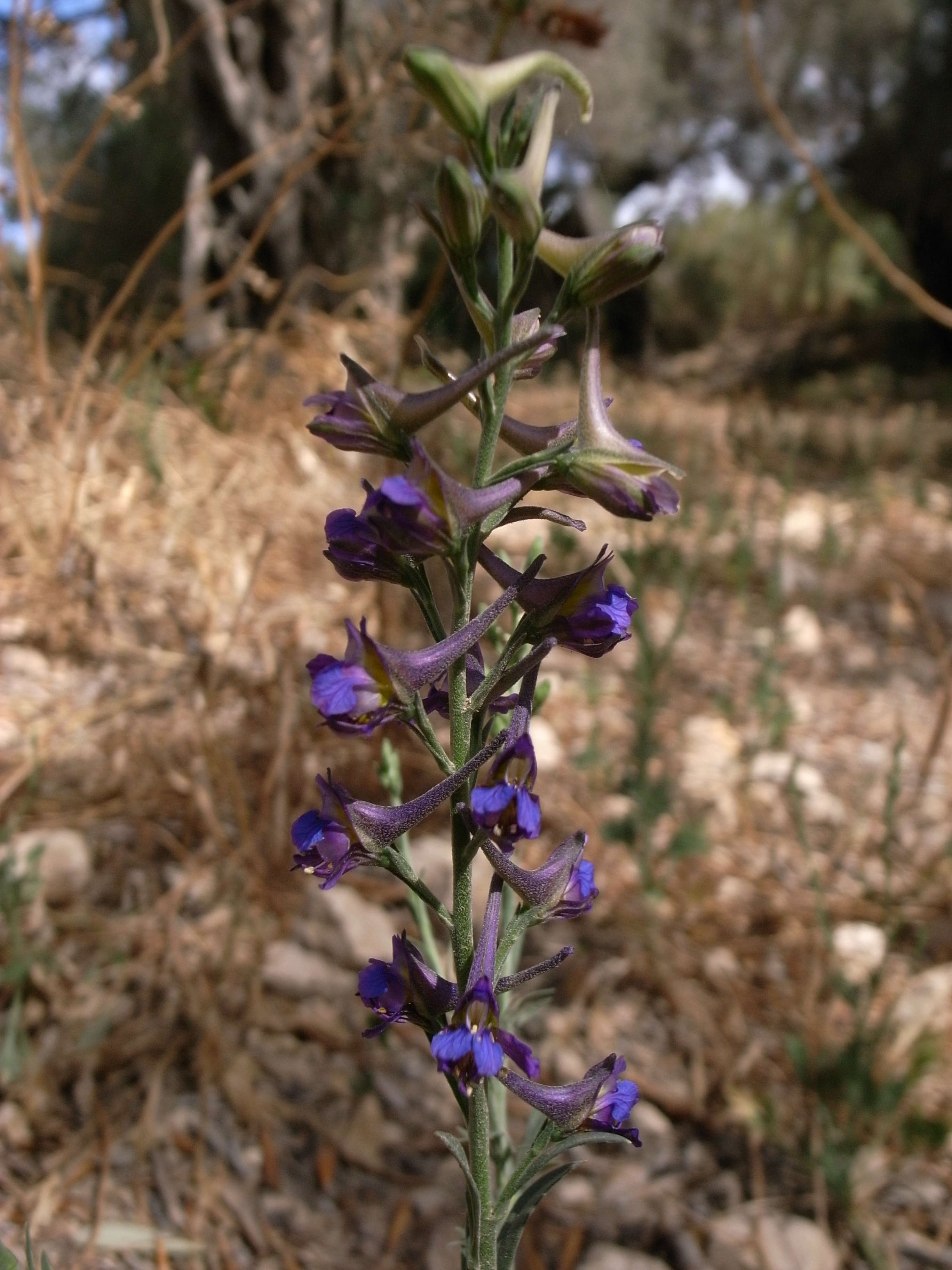
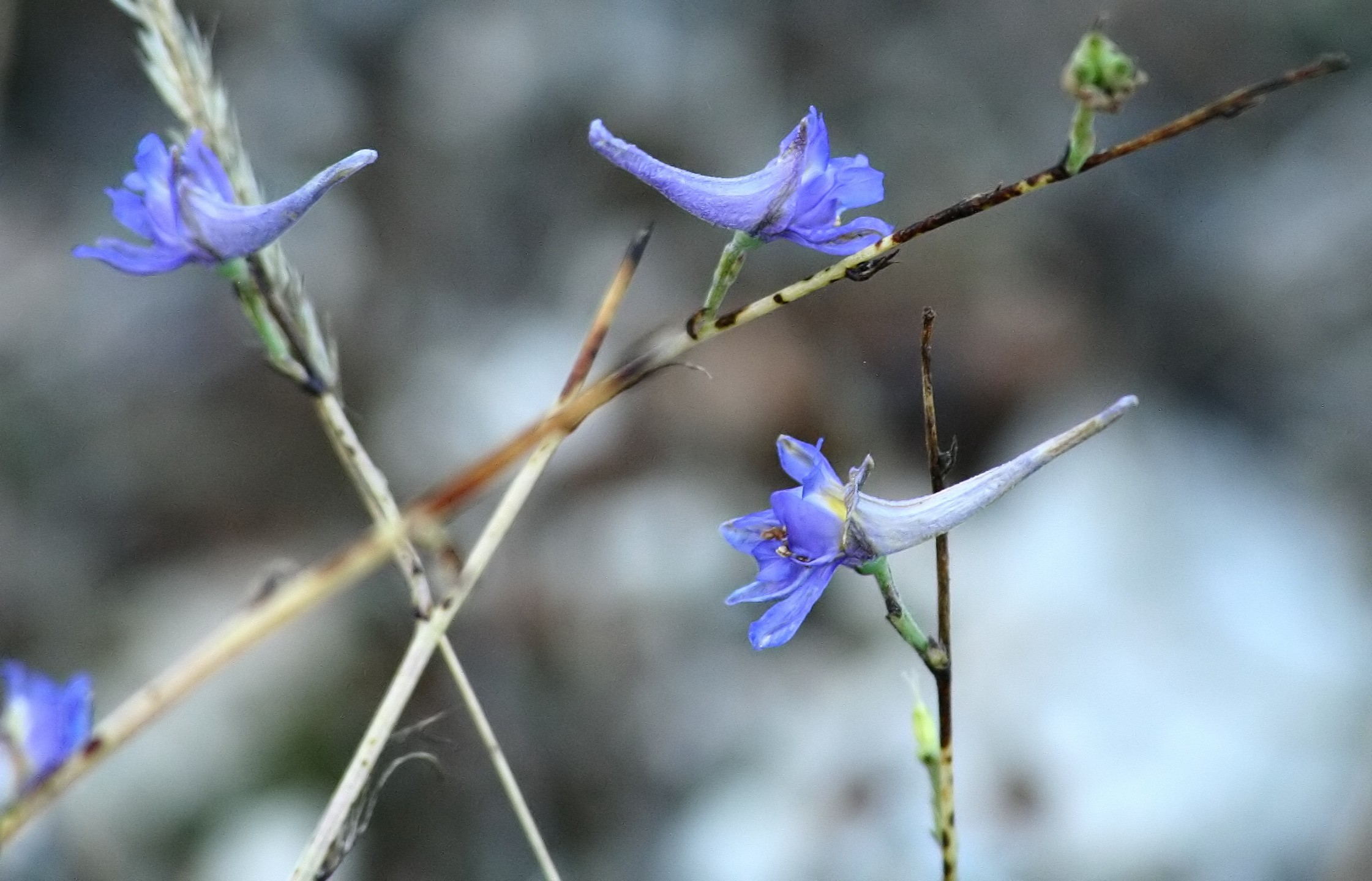